# Rowan Williams

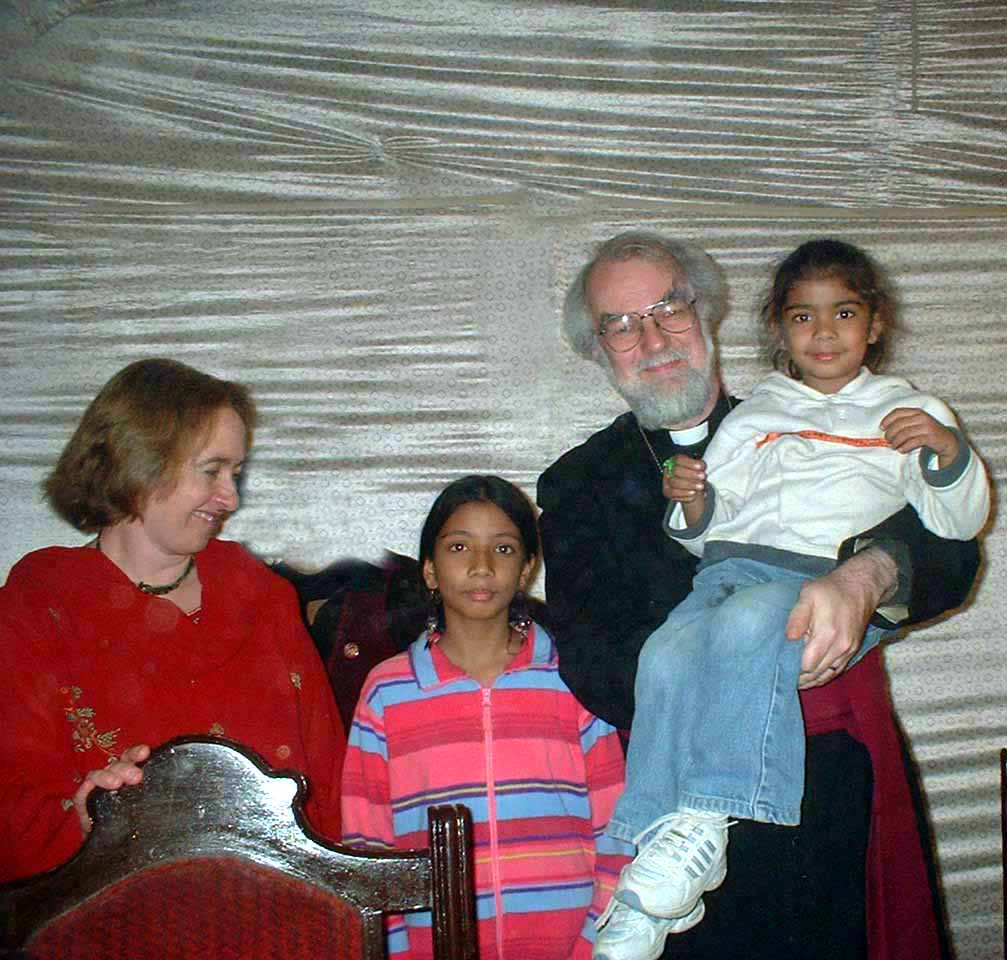
Rowan Williams
Arhiepiscop de Canterbury
în mijlocul credincioşilor.

Rowan Douglas Williams (n. 14 iunie 1950, Swansea, Țara Galilor, Regatul Unit) a fost arhiepiscop de Canterbury, mitropolit al provinciei cu același nume, întâistătătorul Bisericii Anglicane, președintele Comuniunii Anglicane, un teolog, poet, și lector universitar. 
Este căsătorit cu teoloaga Jane Williams, având doi băieți, și locuiește la Chalbury, unde oficiază duminica la biserica parohială, atunci când nu se află în deplasare.

## Biografie
Rowan Williams s-a născut la Swansea, în Țara Galilor, într-o familie unde se vorbea încă limba galeză. A fost botezat în Biserica presbiteriană, dar de mic copil mergea la biserică la anglicani, în ramura anglo-catolică. A făcut studiile la Dynevor School din orașul său natal apoi la Christ's College, Cambridge, și la Christ Church, și Colegiul Wadham din Oxford, unde a obținut doctoratul. A predat teologia la Universitățile din Oxford și Cambridge, unde a fost decan la Colegiul Clare.

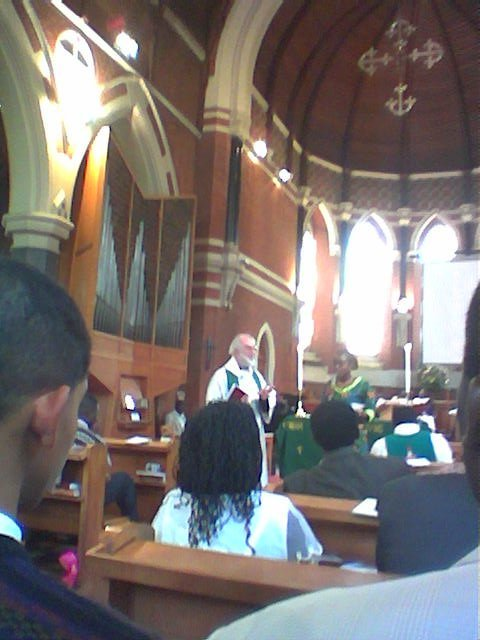
Predicând la liturghie.

În 1991 a fost hirotonit episcop pentru dieceza de Monmouth, iar în 1999 a fost numit arhiepiscop al Țării Galilor. În 2002 a fost ales drept succesor al lui George Carey, drept arhiepiscop de Canterbury, și totodată președinte al Comuniunii Anglicane, cu toate că la origine nu făcuse parte din Biserica Angliei. A fost înscăunat la 27 februarie 2003, drept cel de-al 104-lea arhiepiscop de Canterbury.
Alegerea arhiepiscopală a lui Rowan Williams a provocat reacții diverse. Mulți s-au bucurat de alegerea lui, datorită calităților sale intelectuale, și s-au gândit că Rowan Williams ar putea da o imagine pozitivă creștinismului în fața necredincioșilor. Pe de altă parte, anglo-evanghelicii nu erau în general de partea lui, din cauza poziției sale favorabile hirotonirii femeilor, și datorită deschiderii sale față de comunitatea gay. Ba mai mult, unii consideră îndoielnice anumite idei din cărțile arhiepiscopului, cu privire la revelație, păcat și îndreptățire. Rezervele față de Rowand Williams se datorează de asemenea faptului că provocase în august 2002 o controversă, participând la Gorsedd of Bards, o așa-zisă ceremonie druidă, dar fără conținut religios. 
În martie 2004, într-un discurs pe care l-a ținut la Downing Street, precum și într-un articol publicat în ziarul The Guardian, a lăudat trilogia His Dark Materials a lui Philip Pullman, în care autorul descrie Asociația of Dascălilor Creștini  drept "blasfemie rușinoasă". Totodată Rowan Williams a catalogat ziarul The Catholic Herald drept "bun de tăiat cu ferăstrăul". 
În martie 2004, arhiepiscopul a criticat filmul serial Footballers' Wives, film ce, după părerea lui, exaltă imoralitatea contemporană britanică, arătând mai degrabă «o lume în care nivelarea claselor sociale, dreptatea, generozitatea și o viziune de perspectivă despre sine sunt lepădate.
La 30 iunie 2004, împreună cu David Hope, arhiepiscopul Yorkului și în numele celor 114 episcopi anglicani, i-a scris o scrisoare oficială lui Tony Blair, exprimându-și grija cu privire la guvernul britanic, și criticând coaliția cu SUA cu privire la trupele trimise în Irak.
În septembrie 2004 a recunoscut că credința îi fuse pusă la încercare în timpul crizei de la Beslan.
Împreună cu soția sa Jane, a făcut o vizită papei Ioan Paul al II-lea, lucru nemaiîntâlnit pentru un arhiepiscop de Canterbury de dinainte de Henric al VIII-lea. A participat atât la înmormântarea papei Ioan Paul II, cât și la înscăunarea lui Benedict al XVI-lea.
În noiembrie 2005 14 primați (din cei 38) anglicani din diferite țări africane i-au trimis o scrisoare deschisă, criticându-i poziția liberală față de homosexualitate. În același timp, Rowan Williams este considerat conservator de către episcopii americani.

## Scrieri
- "Why Study the Past?" ("De ce să studiem trecutul") (2005)
- "Anglican Identities" ("Identități anglicane") (2004)
- "Darkness Yielding" ("Retragerea întunericului") (2004)
- "The Dwelling of the Light" ("Lumina ce rămâne") (2003)
- "Lost Icons: Essays on Cultural Bereavement" ("Icoane pierdute: doliul cultural") (2003)
- "Silence and Honey Cakes: The Wisdom of the Desert" ("Liniștea și prăjiturile cu miere: Înțelepciunea pustiei") (2003)
- "Teresa of Avila" (2003)
- "Faith and Experience in Early Monasticism" ("Credință și trăire în monahismul timpuriu") (2002)
- "The Poems of Rowan Williams" ("Poemele lui Rowan Williams") (2002)
- "Resurrection: Interpreting the Easter Gospel'" ("Învierea. Tălmăcirea Evangheliei Învierii") (a 2-a ed 2002)
- "Arius: Heresy and Tradition" (Arie: erezie și tradiție") (a 2-a ed. 2001)
- "Procesul lui Christos" ("Christ on Trial") (2000)
- "On Christian Theology" ("Despre teologia creștină") (2000)
- "După veacuri de tăcere" ("After Silent Centuries") (1994)
- "Sergeii Bulgakov: Towards a Russian Political Theology" (1994)
- "The Wound of Knowledge" ("Cunoașterea ce doare") (a 2-a ed 1990)
- "Faith in the University" ("Credința în universalitate") (1989)
- "Christianity and the Ideal of Detatchment" ("Creștinismul și ideea de lepădare de sine") (1989)
- "Open to Judgement: Sermons and Addresses" ("Cugetare deschisă: predici și cuvântări") (1984)
- "Peacemaking Theology" ("Teologie pacifistă") (1984)
- "Eucharistic Sacrifice: The Roots of a Metaphor" ("Jertfa euharistică: rădăcinile unei metafore") (1982)